# アレクサンドル・バラノフ (探検家)
アレクサンドル・アンドレーエヴィチ・バラノフ（ロシア語: Александр Андреевич Баранов, ラテン文字転写: Alexandr Andreevich Baranov、1746年 - 1819年）は、ロシア帝国の行政官、商人、探検家。毛皮を求めてアラスカに入り、ロシアの入植地を建設した。最終的に初代アラスカ総督に上り詰めた。

## 経歴
バラノフは1746年に現在のアルハンゲリスク州にあたるカルゴポリ（Kargopol）の町で生まれた。15歳で家を出たバラノフはモスクワで商店の店員として働いた。その後カルゴポリに戻り結婚して子をもうけた。
東シベリアにいる兄の仕事を手伝うため家族でイルクーツクに移住した。しかし、妻は子供を連れてカルゴポリへ戻ってしまった。ロシア正教会では離婚は認められていないため、公式には「別居」だった。
バラノフはイルクーツクで商人として成功したが、当時毛皮貿易が成長していたアラスカに魅せられた。1790年、44歳のバラノフは、イルクーツクの毛皮貿易商グリゴリー・シェリホフに雇われた。シェリホフはアラスカに入植地を持っており、毛皮を大量に取り引きしていた。バラノフは5年契約で入植地の管理人の仕事を任された。
1791年にアラスカ沖のコディアック島にあった入植地に到着した。最初の仕事は入植地の移転だった。交易に便利な場所（現在のコディアック）を選定し移転した。1795年、ロシア人以外のヨーロッパ人商人の進出を懸念したバラノフはアラスカ南東部の島（現在のバラノフ島）で現地のトリンギット族から土地の使用権を獲得した。そして1799年にロシア人とアレウト族からなる移民団を送り、新たな入植地ミハイロフスク（現在のシトカ付近）を作った。
1795年にシェリホフが死去した後、サンクトペテルブルクの貴族ニコライ・レザノフは、シェリホフの毛皮貿易会社の経営権を得た。レザノフは、この会社を国営化しアラスカを植民地経営する夢を持っていた。彼はあらゆる機会を利用してロシア皇帝に働きかけた。このようにして1799年に「露米会社」が設立された。レザノフは露米会社の支配人に現地の事情に詳しいバラノフを抜擢した。
バラノフはアラスカ・アリューシャン列島・千島列島に露米会社が持つ権益のすべてを管理した。サンクトペテルブルクとの連絡には1年近い時間が必要だったため、日常的な業務の判断はバラノフの裁量に任されていた。1802年にトリンギット族との対立でミハイロフスク入植地は破壊されたが、バラノフは1804年にロシア海軍の軍艦を連れて島に戻りトリンギット族と交戦した（シトカの戦いを参照）。彼は新たな拠点を築き、これを故郷近くの大きな町アルハンゲリスクにちなんでノヴォ・アルハンゲリスク（現在のシトカ）と名付け、ロシア領アメリカの首都とした。
1803年に貴族の地位が与えられた。バラノフはロシアの低い階級の出身で、雇われ経営者に過ぎなかったため、海軍の司令官からも見下されることが多かったが、これで露米会社の支配人にふさわしい身分となった。1807年にはロシア皇帝から勲章を授与され、公式にロシア領アメリカ総督の肩書きを得た。
バラノフは先住民を指揮してカリフォルニア沖に至るまでの広い範囲で猟を行わせた。アシカやラッコの猟とその毛皮の取引で利益を出した。しかし、アラスカ植民地は穀物や野菜、果物などの食材が不足していた。1812年、バラノフはカリフォルニア海岸に入植地フォート・ロスを設置して食料調達を容易にした。
バラノフは、先住民の子供にロシア語を教えるのは有益と考え学校を建設した。この時期、ロシア正教会の聖職者がアラスカに入り先住民への布教を行ったが、露米会社の毛皮商人が先住民を奴隷のように扱っていることを問題視していた。このため、バラノフと聖職者は対立することが多かった。
1815年、バラノフはハワイに交易拠点を開設するため交渉団を送り、許可を得てエリザベス要塞を建設した。しかし、ハワイの内政に干渉して特権を得ようとしたため、アメリカとイギリスの横槍が入った。結果的にロシアの交渉団はハワイを追放され露米会社は巨額の損失を出した。
詳細は明らかではないが、バラノフは1818年に退任することになった。損失の責任をとったか、彼の年齢（72歳）が理由として考えられる。彼は太平洋を南下し喜望峰回りでロシアに帰ろうとしたが、途中で重病になりジャワ島のオランダ領東インドの拠点バタヴィア（現在のジャカルタ）で1819年に死亡した。